# Mark Trammell Quartet
Mark Trammell Quartet, anteriormente conhecido como Mark Trammell Trio, é um grupo vocal cristão norte-americano do gênero Southern Gospel, fundado pelo famoso barítono Mark Trammell em 2002. O grupo começou inicialmente como trio, mas tornou-se um quarteto com a adição de Pat Barker como baixo em 2010.

## História
Após deixar o Gold City em 2002, o já famoso Mark Trammell (ex-Kingsmen Quartet, Cathedral Quartet, Greater Vision) formou um trio com o primeiro tenor Eric Phillips e o segundo tenor Joseph Smith (ex-Booth Brothers). Naquele mesmo ano veio o primeiro álbum, Love To Tell The Story, alcançando enorme sucesso, muito em razão da reputação de Trammell.
Em 2005, Joseph Smith deixou o grupo devido a problemas de saúde. Seu substituto foi Dustin Sweatman, até então integrante do Dixie Melody Boys. Em 2006, o grupo passou a viajar com um pianista, Steve Hurst. A posição até então havia sido ocupada por Joseph Smith. Entretanto, Hurst não permaneceu por muito tempo no grupo, saindo em 2007. Após a saída de Hurst, Sweatman passou a tocar piano em algumas ocasiões. Em 2009, Eric Phillips deixou o grupo, sendo substituido por Joel Wood, e no ano seguinte, o grupo passou a ser um quarteto, quando o baixo Pat Barker foi contratado para integrar o grupo. O primeiro álbum de Barker com o grupo foi Vintage Gospel, relançamento do álbum de mesmo nome que havia sido lançado no ano anterior.
Em 2012, Eric Phillips retornou ao grupo, substituindo Joel Wood. Pouco depois, ainda em 2012, Dustin Sweatman anunciou sua saída, sendo substituído por Nick Trammell, filho de Mark Trammell. Porém Phillips não permaneceu por muito tempo no grupo, saindo em 2013. Seu substituto foi Dustin Black.
Naquele ano, o grupo participou da gravação do álbum Cathedrals Family Reunion, juntamente com Ernie Haase & Signature Sound, Greater Vision, Legacy Five e Danny Funderburk. No ano seguinte, 2014, Pat Barker anunciou sua saída do grupo, sendo substituído por Randy Byrd (ex-Anchormen, LeFevre Quartet, Blackwood Brothers). Em 2015, Dustin Black anunciou sua saída do grupo, sendo substituído pelo jovem tenor Blake Buffin. Ainda no mesmo ano o grupo lançou Rewind, o primeiro álbum com Buffin.
Em 2017, depois de cinco anos sem um pianista de ofício, Trevor Conkle foi contratado para a função. Por fim, em 2019, Blake Buffin anunciou sua saída do grupo, depois de quatro anos, sendo substituido por Stephen Adair, que já havia cantado com o Dixie Echoes.

## Integrantes e Formações
Ao todo, 10 cantores e 2 pianistas passaram pelo grupo, divididos em 11 formações. Mark Trammell é o único integrante da formação original ainda no grupo. Além de Trammell, Eric Phillips foi o integrante que permaneceu por mais tempo no grupo, cerca de 9 anos, entre 2002 e 2009 e depois de 2012 a 2013. Steve Hurst foi o integrante que ficou por menos tempo no grupo, por pouco mais de um ano. A formações que permaneceu por mais tempo inalterada foi a primeira, por cerca de 3 anos, entre 2002 e 2005. Já a que ficou por menos tempo junta foi a sexta, que permaneceu apenas 5 meses. Joseph Smith e Dustin Sweatman fizeram as vezes de pianista do grupo em certas canções, e Trevor Conkle é o novo pianista desde 2017.

### Integrantes Atuais
- 1º tenor - Stephen Adair (2019-Presente)
- 2º tenor - Nick Trammell (2012-Presente)
- Barítono - Mark Trammell (2002-Presente)
- Baixo - Randy Byrd (2014-Presente)
- Pianista - Trevor Conkle (2017-presente)

### Ex-Integrantes
1º Tenor
- Eric Phillips (2002-2009; 2012-2013)
- Joel Wood (2009-2012)
- Dustin Black (2012-2015)
- Blake Buffin (2015-2019)

2º Tenor
- Joseph Smith (2002-2005)
- Dustin Sweatman (2006-2012)

Baixo
- Pat Barker (2010-2014)

Pianista
- Steve Hurst (2006-2007)

### Formações
1ª Formação - 2002-2005:
- Eric Phillips (1º tenor)
- Joseph Smith (2º tenor)
- Mark Trammell (barítono)
- Joseph Smith (pianista)

2ª Formação - 2006-2007:
- Eric Phillips (1º tenor)
- Dustin Sweatman (2º tenor)
- Mark Trammell (barítono)
- Steve Hurst (pianista)

3ª Formação - 2007-2009:
- Eric Phillips (1º tenor)
- Dustin Sweatman (2º tenor)
- Mark Trammell (barítono)
- Dustin Sweatman (pianista)

4ª Formação - 2009-2010:
- Joel Wood (1º tenor)
- Dustin Sweatman (2º tenor)
- Mark Trammell (barítono)
- Dustin Sweatman (pianista)

5ª Formação - 2010-2012:
- Joel Wood (1º tenor)
- Dustin Sweatman (2º tenor)
- Mark Trammell (barítono)
- Pat Barker (baixo)
- Dustin Sweatman (pianista)

6ª Formação - 2012:
- Eric Phillips (1º tenor)
- Dustin Sweatman (2º tenor)
- Mark Trammell (barítono)
- Pat Barker (baixo)
- Dustin Sweatman (pianista)

7ª Formação - 2012-2013:
- Eric Phillips (1º tenor)
- Nick Trammell (2º tenor)
- Mark Trammell (barítono)
- Pat Barker (baixo)

8ª Formação - 2013-2014:
- Dustin Black (1º tenor)
- Nick Trammell (2º tenor)
- Mark Trammell (barítono)
- Pat Barker (baixo)

9ª Formação - 2014-2015:
- Dustin Black (1º tenor)
- Nick Trammell (2º tenor)
- Mark Trammell (barítono)
- Randy Byrd (baixo)

10ª Formação - 2015-2017:
- Blake Buffin (1º tenor)
- Nick Trammell (2º tenor)
- Mark Trammell (barítono)
- Randy Byrd (baixo)

11ª Formação - 2017-presente:
- Blake Buffin (1º tenor)
- Nick Trammell (2º tenor)
- Mark Trammell (barítono)
- Randy Byrd (baixo)
- Trevor Conkle (pianista)

## Discografia

### Álbuns de Estúdio

#### Como Mark Trammell Trio (2002-2010)
- Love To Tell The Story (2002 - Daywind Records - Phillips/Smith/Trammell/Smith)
- Something Good (2003 - Daywind Records - Phillips/Smith/Trammell/Smith)
- Supply (2003 - Independente - Phillips/Smith/Trammell/Smith)
- Beside Still Waters (2004 - Daywind Records - Phillips/Smith/Trammell/Smith)
- This Time (2005 - Daywind Records - Phillips/Smith/Trammell/Smith)
- Journey Thus Far (2006 - Independente - Phillips/Sweatman/Trammell/Hurst)
- Once Upon a Cross (2007 - Daywind Records - Phillips/Sweatman/Trammell/Hurst)
- Always Have a Song (2008 - Daywind Records - Phillips/Sweatman/Trammell/Sweatman)
- Home Form Christmas (2008 - Independente - Phillips/Sweatman/Trammell/Sweatman)
- Vintage Gospel (2009 - Independente - Wood/Sweatman/Trammell/Sweatman)

#### Como Mark Trammell Quartet (2010-presente)
- Vintage Gospel (2010 - Independente - Wood/Sweatman/Trammell/Barker/Sweatman) - Relançamento do álbum de 2009 com a adição da voz de Pat Barker no baixo.
- Testimony (2010 - Daywind Records - Wood/Sweatman/Trammell/Barker/Sweatman)
- Treasures (2011 - Independente - Wood/Sweatman/Trammell/Barker/Sweatman) - Relançado em 2012 com a voz de Eric Phillips.
- Lifetime (2012 - Daywind Records - Phillips/N.Trammell/M.Trammell/Barker)
- Your Walk Talks (2014 - Crimson Road Productions - Black/N.Trammell/M.Trammell/Byrd)
- Rewind (2015 - Daywind Records - Buffin/N.Trammell/M.Trammell/Byrd)
- Full Sail (2016 - Crimson Road Productions - Buffin/N.Trammell/M.Trammell/Byrd)
- Glad Tidings (2016 - Independente - Buffin/N.Trammell/M.Trammell/Byrd) - Em parceria com The Whisnants.
- Great Moments (2017 - Crimson Road Productions - Buffin/N.Trammell/M.Trammell/Byrd/Conkle)
- God Has Provided (2019 - Crimson Road Productions - Buffin/N.Trammell/M.Trammell/Byrd/Conkle)

### Álbuns Ao Vivo
- Live In Lousville (2013 - Independente - Phillips/N.Trammell/M.Trammell/Barker)
- Live In The Smokies (2018 - Crimson Road Productions - Buffin/N.Trammell/M.Trammell/Byrd/Conkle)

## Prêmios

### Singing News Fan Awards
O Singing News Fan Award é um prêmio concedido pela Singing News Magazine, revista especializada do gênero, aos artistas escolhidos pelo público. O prêmio é concedido desde 1970, e desde sua fundação, seus integrantes receberam 8 prêmios individuais em suas passagens pelo grupo, distribuídos em diversas categorias.
Barítono Favorito
- Mark Trammell (2005, 2015, 2016, 2017, 2018, 2019, 2020)

Revelação Individual
- Eric Phillips (2004)

NOTA: Esta seção menciona apenas os prêmios recebidos pelos integrantes do Mark Trammell Quartet durante sua passagem pelo grupo. Alguns componentes podem ter outros prêmios de outras épocas.

## Ligação externa
- Mark Trammell Quartet